# République du Valais
1802–1810
Entités précédentes :
- République helvétique

Entités suivantes :
- département de Simplon

La république du Valais est une des républiques sœurs fondée le 5 septembre 1802 par Napoléon Bonaparte par la séparation du canton du Valais de la République helvétique afin de pouvoir plus facilement contrôler le passage des Alpes. Elle disparait le 13 décembre 1810 lorsque le Valais est annexé à la France dans le département du Simplon.
Une première « République rhodanique » ou « Rhodanie » avait été imaginée par le général Brune en 1798 dans le cadre de la partition de la Suisse en trois républiques (les deux autres étant la Tellgovie et l'Helvétie), mais ce projet ne vécut que quelques semaines. Cette république mort-née englobait les cantons de Vaud, du Valais, du Tessin et de Fribourg, et avait pour capitale Lausanne.